# رافائل ایشخانیان
رافائل آوتیسی ایشخانیان (ارمنی: Ռաֆայել Ավետիսի Իշխանյան زاده ۹ مارس ۱۹۲۲ – درگذشته ۶ فوریه ۱۹۹۵) یک تاریخ‌نگار، لغت‌شناس و سیاستمدار اهل ارمنستان بود.

## زندگی‌نامه
در سال ۱۹۳۹ ایشخانیان وارد دانشکده زبان و ادبیان ارمنی دانشگاه دولتی ایروان شد. وی در جنگ جهانی دوم شرکت نمود. پس از پایان جنگ به تحصیل خویش ادامه داد و در سال ۱۹۴۹ فارغ‌التحصیل شد. وی از مؤلفان دانشنامه ارمنستان شوروی بود.
آثار وی به‌طور کلی دربارهٔ ابتدای‌ترین تاریخچه دربارهٔ مردم ارمنی، تجزیه و تحلیل زبان‌شناسی تطبیقی زبان‌های باستان و صنعت نشر اختصاص دارند.